# Manglaralto (parroquia)
Manglaralto es una parroquia rural de la provincia de Santa Elena, Ecuador. Contiene dos sectores marcados geográficamente: el del filo costero y el del interior de predominancia rural y de vocación conservacionista, debido a la presencia del Bosque Protector de Chongón–Colonche, el cual ocupa cerca del 40% del territorio de la parroquia. Esta condición ha hecho que la parroquia se vuelque a actividades relacionadas con el ecoturismo y la conservación ambiental. Su cabecera parroquial es Manglaralto y se encuentra a 5 minutos de Montañita.

## Historia
El territorio de Manglaralto toma su nombre por los manglares que existían en su territorio, de los cuales hoy solo quedan remanentes, y fue reconocido como el Puerto de Manglaralto que tuvo su apogeo de 1953 donde jugó un papel de vital importancia en la historia económica del país, ya que a través de él se comerciaba con Guayaquil y otros destinos de la costa ecuatoriana. La principal actividad económica descansa en la agricultura y en el comercio y contaba con extensos bosques, por lo que la mayoría de las viviendas de esta parroquia estaban construidas con madera de guayacán, con caña guadua y con hojas de palmera o de paja toquilla.
La agricultura fue la verdadera fuente de riqueza para Manglaralto, sus cultivos principales eran la tagua, paja toquilla, plátano, cascarilla, caña de azúcar, café, cacao, naranjilla, piña y guayaba que eran comercializados con Santa Elena, La Libertad y Guayaquil.
Históricamente se destacó la confección de sombreros de paja toquilla, pudiendo afirmarse que el 75% de sombreros manufacturados en Ecuador se hicieron con la paja toquilla de Manglaralto. Fue tan importante la producción de la paja toquilla en Manglaralto que el país lo empezó a exportar al Japón y Alemania; a Perú e internamente era llevado a las industrias de las provincias del Cañar, Azuay, Imbabura y Pichincha. También se destaca la comercialización de la tagua, de cocoteros, la cabuya blanca, los yacimientos de yeso, y en la isla El Viejo se explotaba gran cantidad de guano.
La parroquia Manglaralto, desde el siglo pasado, fue una región de gran desarrollo agrícola. Su puerto, industrias, agricultura y comercio le dieron fama en el campo de la economía nacional. En 1919 se lanzó el proyecto de cantonización de esta parroquia sin mayor resultado.
La disminución de su producción sobre todo maderera ocasionó que también cambie su importancia en el territorio, debido a que al disminuir los bosques por tala indiscriminada se redujeron las superficies adecuadas para producción, por lo que, se conservaron a lo largo del tiempo las de paja toquilla y tagua, que se comercializan hasta la actualidad sin ningún proceso significativo de valor agregado.

## Demografía
La parroquia Manglaralto está ubicada al norte de la provincia de Santa Elena, cuenta con una extensión de 425 km²[1]. Según el Censo Poblacional y de Vivienda del 2022, tiene una población de 37.167 habitantes, lo que arroja una densidad bruta de 88 hab/km².
Limita al norte con Manabí, al sur con la parroquia Colonche, al este con Manabí Cantón jipijapa, al oeste con el Océano Pacífico

## Salud
En la parroquia Manglaralto la principal oferta de salud la constituye el Hospital Parroquial de 
Manglaralto que tiene cobertura para las parroquias Manglaralto y Colonche.  Además,  existen dispensarios médicos del  Instituto Ecuatoriano de Seguridad Social  (Las  Núñez,  Dos Mangas y Sinchal), centros de salud del Ministerio de Salud Pública (Olón, San Pedro, Valdivia  y Sinchal), y dispensarios de las Organizaciones No Gubernamentales como:  Santa María del Fiat,  Futuro Valdivia, entre otras.

## Comunas de la parroquia
Las organizaciones Comunales son el organismo que reconoce la Constitución de la República del Ecuador, como una forma ancestral de organización territorial. Estas se encuentran integradas a la Federación de Comunas Provincial de Santa Elena, que se constituyó hace un año. Las Comunas son organizaciones muy activas en la zona rural,  con un nivel importante de convocatoria y que se relacionan activamente con los diferentes Gobiernos Autónomos Descentralizados. Según datos proporcionados por la Federación de Comunas de La Provincia de Santa Elena existen 18 comunas en el territorio parroquial, que están legalmente constituidas por la Ley de Comunas de 1938, y actualmente reguladas por el MAGAP,  las mismas que son Organizaciones Sociales que representan a los territorios de la zona rural del cantón.
- Barcelona
- Curia
- Cadeate
- Dos mangas
- Atravesado
- La entrada
- Montañita
- Olón
- Pajiza
- Río Chico
- Río Blanco
- San Pedro
- San José
- San Antonio
- San Francisco de las Núñez
- Sinchal
- Sitio Nuevo
- Valdivia
- San Vicente de Loja
- La Rinconada

## Economía
Manglaralto con respecto a su especialización económica,   concentra a la mayor parte de su población en la agricultura, ganadería, silvicultura y pesca (26,8%). La segunda rama de actividad en importancia, corresponde al sector secundario de la economía, en industrias manufactureras con el 15,7% de la población económicamente activa.   La tercera rama de actividad en importancia la constituye la construcción al que se dedica el 10.90%  seguidos del comercio al por mayor y menor 8,9%.  Con relación a los hombres,  se dedican en mayor porcentaje a actividades relacionadas con la agricultura, ganadería, silvicultura y pesca; en cuanto a las mujeres se dedican al comercio al por mayor y menor, industria manufacturera y actividades en los hogares como empleadores. Más recientemente, el Turismo se ha constituido en una importante actividad económica.

## Fiestas Parroquiales y patronales
- 28 de mayo de 1861 (Parroquialización de Manglaralto)
- 31 de julio (Procesión de San Ignacio de Loyola)
- 24 de septiembre (Fiesta de la patrona Virgen de la Merced)